# E. J. Peaker

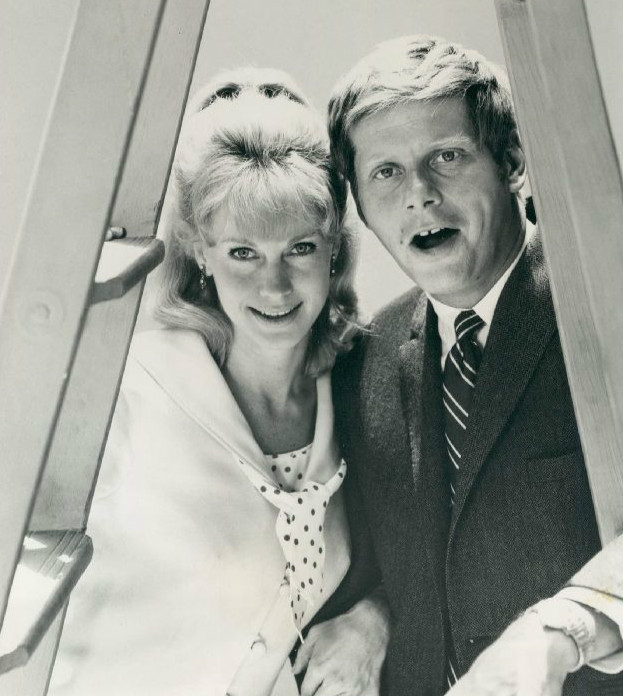
E. J. Peaker und Robert Morse (1968)

Edra Jean Peaker (* 22. Februar 1942 in Tulsa, Oklahoma) ist eine US-amerikanische Schauspielerin.

## Karriere
Peaker absolvierte die Centennial High School in Pueblo, Colorado, und wirkte dort bereits in Theaterstücken mit. Anschließend studierte sie jeweils anderthalb Jahre an der University of New Mexico und an der Universität Wien.
Ihre erste größere Rolle war die der Minnie Fay in der Musical-Verfilmung Hello, Dolly! (1969), in der Barbra Streisand die Titelrolle verkörperte.
Es folgten mehrere weitere Filmrollen und zahlreiche Auftritte in beliebten Fernsehserien. Zuletzt trat sie 2001 als Schauspielerin in Erscheinung. Ihr Schaffen umfasst mehr als 40 Produktionen.
Peaker lebt in Encino, Kalifornien, wo sie sich für Obdachlose engagiert.

## Filmographie

### Kinofilme (Auswahl)
- 1969; Hello, Dolly!
- 1973: Ein verdammt netter Junge (The All-American Boy)
- 1975: Das gnadenlose Spiel (The Four Deuces)
- 1981: Graduation Day – 7 Tage zur Ewigkeit
- 2000: Letzte Ausfahrt Hollywood

### TV-Serien (Auswahl)
- 1964: Route 66
- 1971: Männerwirtschaft
- 1971: Night Gallery
- 1972, 1976: Die Straßen von San Francisco
- 1974: Make-up und Pistolen
- 1975: Detektiv Rockford – Anruf genügt
- 1976: Barnaby Jones
- 1977:  Quincy
- 1978:  Wonder Woman
- 1978:  Drei Engel für Charlie
- 1981: The Greatest American Hero
- 1990: Hunter
- 1991: Mein Vater ist ein Außerirdischer